# Mihăilești (Buzău)
Mihăileşti é uma comuna romena localizada no distrito de Buzău, na região de Valáquia. A comuna possui uma área de 25.48 km² e sua população era de 2102 habitantes segundo o censo de 2007.